# Cryptoerithus occultus
Cryptoerithus occultus là một loài nhện trong họ Gnaphosidae.
Loài này thuộc chi Cryptoerithus. Cryptoerithus occultus được William Joseph Rainbow miêu tả năm 1915.